# هاري فريدريك ديتز
هاري فريدريك ديتز (بالإنجليزية: Harry Frederick Dietz)‏ هو عالم حشرات أمريكي، ولد في 8 ديسمبر 1890، وتوفي في 4 سبتمبر 1954.